# 圣迭戈体育场
圣迭戈体育场（英語：San Diego Stadium，1967年至1981年），曾用名圣迭戈杰克墨菲体育场（San Diego Jack Murphy Stadium，1981年至1997年），高通体育场（Qualcomm Stadium，1997年至2017年6月14日），圣迭戈信用社体育场（SDCCU Stadium，2017年至2020年），简称The Q、The Murph，是位于美国加利福尼亚州圣迭戈市的一座多功能体育场。傑克墨菲球場（Jack Murphy Field）之名源于对促成本球場建设的體育專欄作家傑克·墨菲（Jack Murphy）的纪念，而2017年9月19日起该球场由圣迭戈信用社（SDCCU）冠名贊助至2018年12月31日。
该体育场曾为全美大学体育协会（NCAA）球队圣迭戈阿兹特克（圣迭戈州立大学美式足球队）的主场。国家橄榄球联盟（NFL）的原圣迭戈闪电队在2017年迁至洛杉矶前曾以此作为主场；此外，2004年以前该体育场亦为美國職棒大聯盟球队圣地牙哥教士的主场。第二十二届超级碗、第三十二届超级碗和第三十七届超级碗都在这里举行。此外，它还是当地其他众多赛事及演唱會的举办场地，甚至在2007年10月加州山火時做為緊急避難所之用。
2019年12月27日，SDCCU主辦的美式足球賽是這座體育場最後的賽事。2020年3月，體育場正式關閉，並於同年12月起展開拆除工程，2021年3月拆除完畢。在原址新建了驍龍體育場作为圣迭戈阿兹特克队的新主场。